# Leoncjusz z Bizancjum
Leoncjusz z Bizancjum (ur. ok. 485; zm. 544) – urodzony w Bizancjum chrześcijański pisarz i teolog.

## Życie
Leoncjusz urodził się około 485 roku w Konstantynopolu. W młodości był nestorianinem. W dojrzałym wieku porzucił herezję i wrócił na łono ortodoksji. Został mnichem w Wielkiej Ławrze św. Saby w Jerozolimie, dlatego bywa też w niektórych rękopisach nazywany Jerozolimitą. W klasztorze uległ wpływom innej herezji – orygenizmowi, próbując uzgodnić wiarę z rozumem. Odbył długą podróż do Rzymu. Lata 531-539 spędził w stolicy Cesarstwa na dysputach z heretykami. W 536 roku uczestniczył w stołecznym synodzie. Po krótkim pobycie w macierzystym klasztorze powrócił do Konstantynopola, gdzie zmarł w 544 roku.

## Twórczość
Główne dzieło Leoncjusza Trzy księgi przeciw nestorianom i eutychianom (Libri tres adversus nestorianos et eutychianos) powstało w latach 543-544. Księga pierwsza zawiera gorące polemiki z nestorianami i monofizytami. W księdze drugiej Leoncjusz polemizuje z aftartodoketami, wyznawcami doktryny Juliana z Halikarnasu, wedle którego Chrystus przyjął takie ciało, jakie miał Adam w raju, to jest niecierpiętliwe i nieśmiertelne. W księdze trzeciej powraca do polemiki z nestorianami, a zwłaszcza z Teodorem z Mopsuestii. Szczególną wartość dzieła Leoncjusza stanowią cytaty z pism nestoriańskich, które uległy zniszczeniu. Do każdej księgi zostały dołączone florilegia z pism Ojców Kościoła w języku łacińskim.
Uzupełnieniem polemik z nestorianami i monofizytami jest utwór zatytułowany Wyjaśnienia twierdzeń Sewera (Epilysis). Stanowi on polemikę z poglądami Sewera, najwybitniejszego przedstawiciela ówczesnego monofizytyzmu, którego pisma zostały zniszczone na rozkaz cesarza Justyniana I. Pierwsza część Epilysis ma formę dialogu wyjaśniającego sporne kwestie dogmatyczne, druga część składająca się z trzydziestu rozdziałów kontynuujących polemikę z  monofizytyzmem, została następnie przez Leoncjusza, wydzielona tworząc osobny utwór zatytułowany Trzydzieści rozdziałów przeciw Sewerowi (Triginta capita adversus Severum).
W tekstach wolnych od wpływów Orygenesa, jako pierwszy w Bizancjum wprowadził arystotelesowską terminologię do argumentacji teologicznej (pojęcia jakości, substancji, przypadłości, relacji). Posługując się terminologią Arystotelesa i Platona, na podstawie pism Grzegorza Wielkiego i Bazylego Wielkiego, opracował spoisty system chrystologii i soterologii. Opowiada się w nim za chrystologiczną formułą Soboru chalcedońskiego. Uznaje w Chrystusie jedną hipostazę, ale dwie natury, które koniecznie należy rozróżniać. Jego zdaniem w Chrystusie jednoczą się Logos i człowiek, mający odmienną naturę, lecz tworzący jedność hipostatyczną, będącej podstawą jedności substancjalnej. Połączenie nie znosi własności obydwu natur. Ulegając wpływom orygenistycznej chrystologii Ewagriusza z Pontu uznaje, że Jezus nie był Logosem, ale stworzonym "intelektem", który nie uległ Upadkowi i w ten sposób został hipostatycznie zjednoczony z Logosem. Jego doktrynę "enhipostazy" rozwinęli potem następcy, oczyszczając ją z elementów orygenistycznych. Jest uznawany za najwybitniejszego teologa VI wieku. Jego poglądy wywarły wpływ na sformułowania dogmatyczne dekretów Justyniana I oraz na twórczość Maksyma Wyznawcy i Jana z Damaszku.

## Pisma
- Trzy księgi przeciw nestorianom i eutychianom
- Wyjaśnienie twierdzeń Sewera
- Trzydzieści rozdziałów przeciw Sewerowi